# Mont Coburne
Le mont Coburne est un sommet situé à 2 568 m d'altitude dans le massif des Cerces dans la commune française d'Orelle en Savoie, dans la région Auvergne-Rhône-Alpes.

## Géographie

### Situation
Le mont Coburne est situé à 2 568 m sur la commune Orelle ; le sommet surplombe la forêt d'Orelle sur son ubac mais également le barrage de Bissorte sur son versant est,,.

### Géologie
Ce sommet est principalement constitué de conglomérats de grès et d'arkoses micacés, de schistes (surtout des lutites et des siltites), de charbon (particulièrement de l'anthracite), datant d'entre le Westphalien et le Stéphanien inférieur. Des sills de diorite et micrograniodiorite ou de dolérite formées jusqu'au Permien se trouvent sur le versant nord-est.

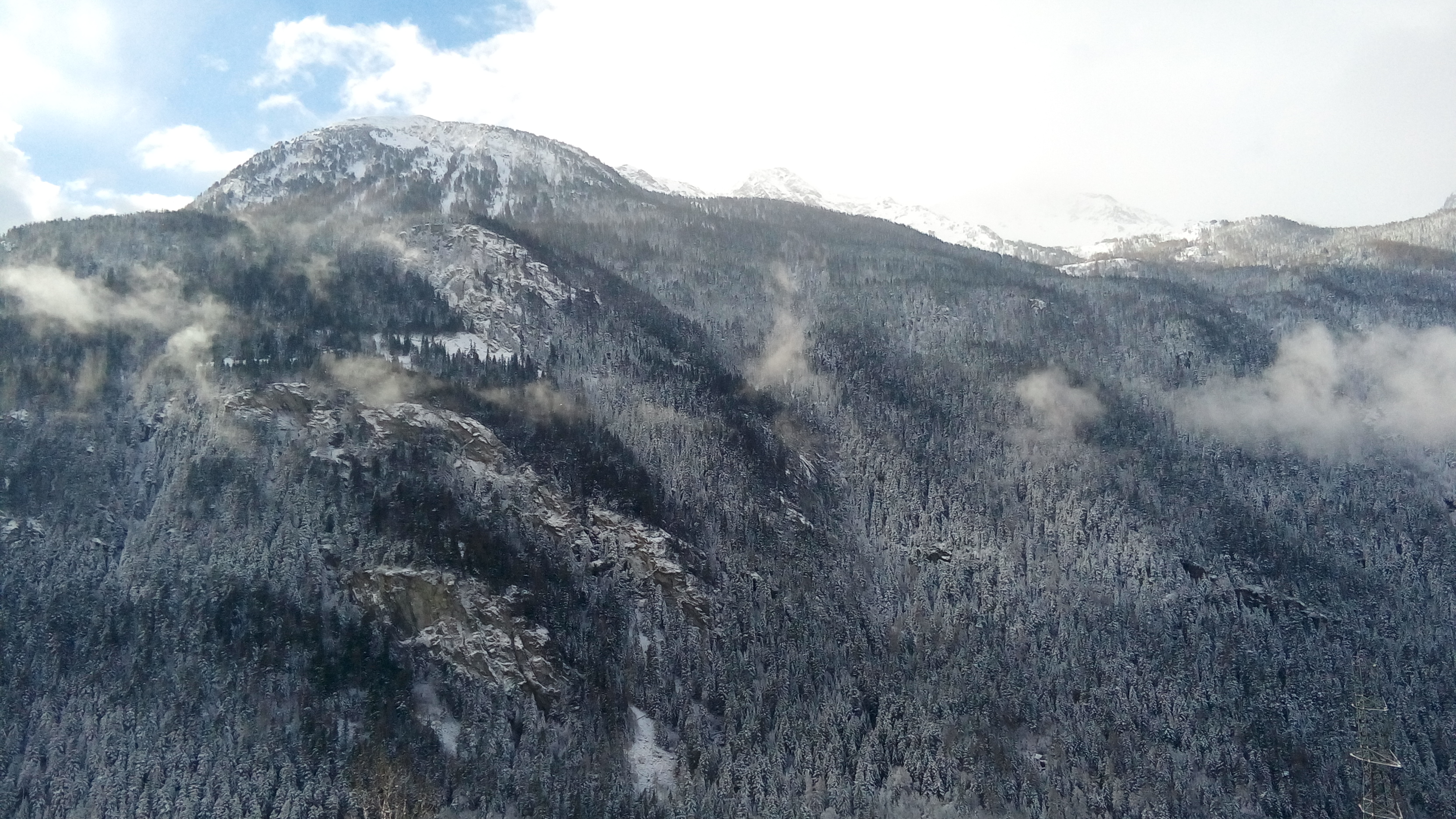
Le mont Coburne domine la forêt d'Orelle.
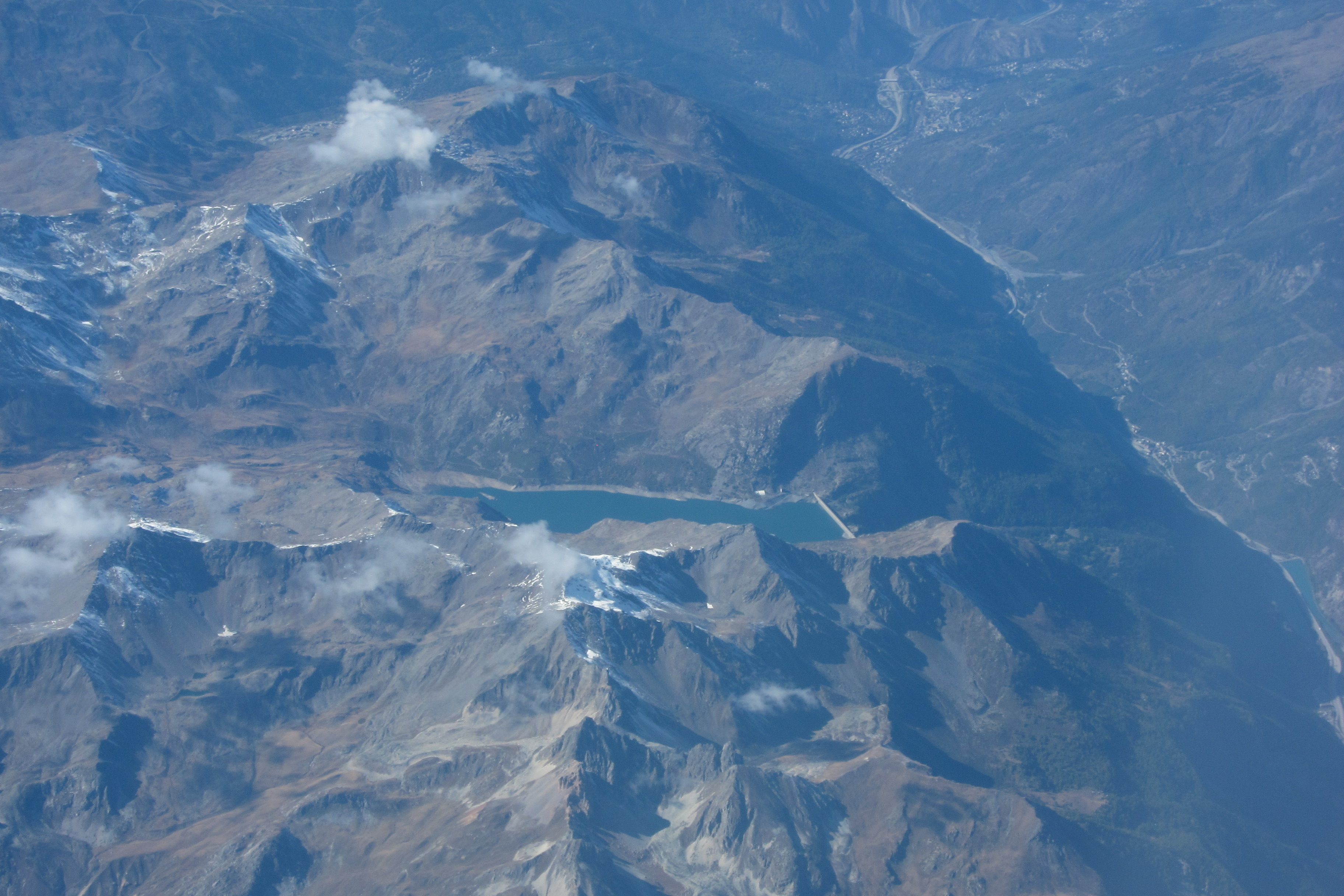
Vue aérienne du lac de Bissorte avec le mont Coburne au second plan à droite.
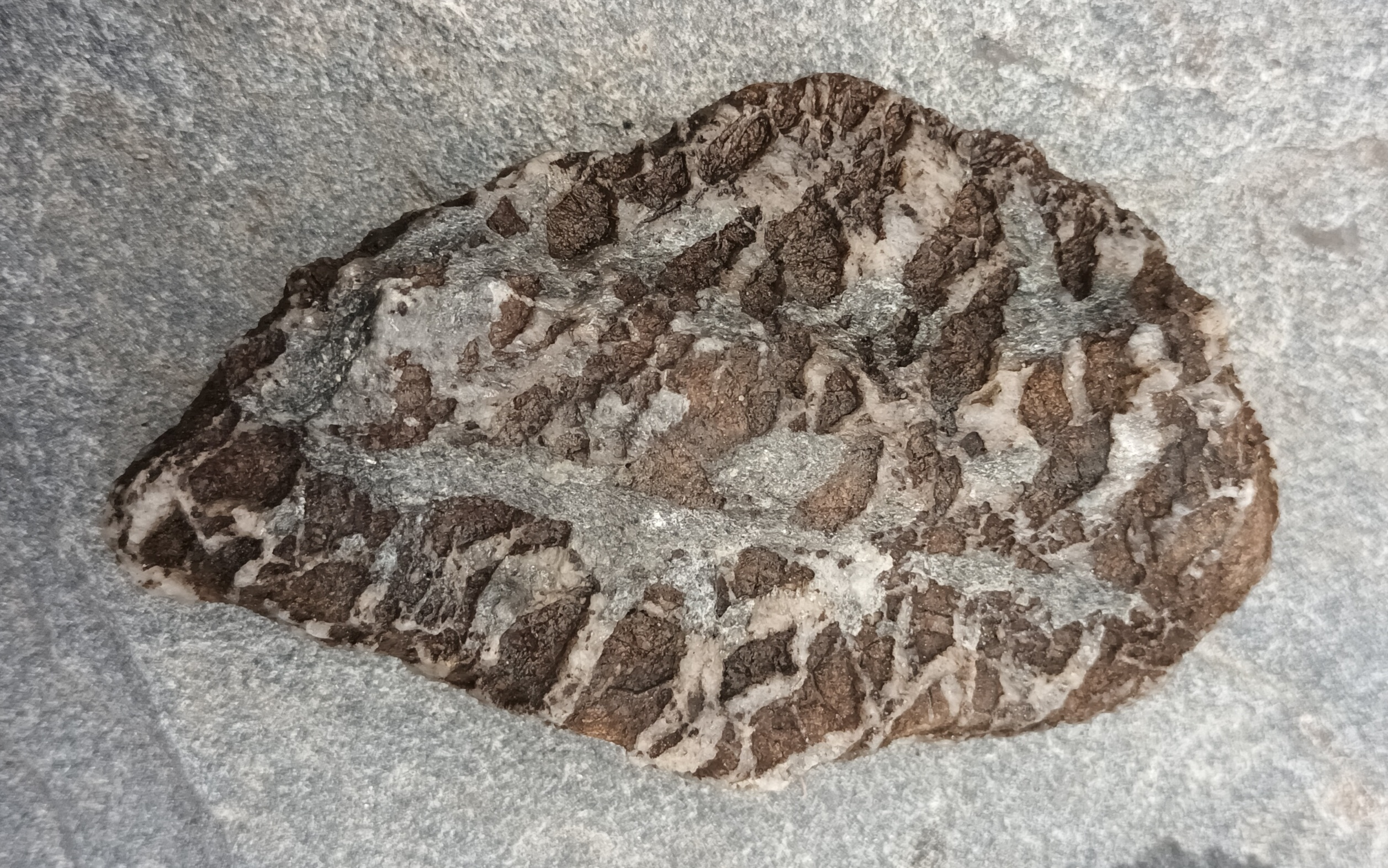
Roche brune et grise retrouvée sur le mont Coburne.

## Accès
L'accès le plus simple pour se rendre au mont Coburne consiste à suivre la piste du Prec sur la commune d'Orelle. Arrivé au parking de ce lieu-dit, il suffit d'entamer une marche d'une heure environ jusqu'au barrage de Bissorte, puis de se concentrer sur sa rive ouest afin d'atteindre le mont Coburne,.